# 立堇菜
立堇菜（学名：Viola raddeana）为堇菜科堇菜属的植物。分布于俄罗斯、朝鲜、日本以及中国大陆的吉林、黑龙江等地，生长于海拔100米至500米的地区，常生长在河流两岸的灌丛下和湿草地，目前尚未由人工引种栽培。

## 别名
直立堇菜（拉汉种子植物名称）